# Dimorphanthera leucostoma
Dimorphanthera leucostoma är en ljungväxtart som beskrevs av Herman Otto Sleumer. Dimorphanthera leucostoma ingår i släktet Dimorphanthera och familjen ljungväxter. Inga underarter finns listade i Catalogue of Life.